# ایوان زاروبین
ایوان ایوانوویچ زاروبین (روسی: Иван Иванович Зарубин؛ ۲۷ سپتامبر ۱۸۸۷ – ۳ فوریه ۱۹۶۴) متخصص زبان‌های ایرانی، به‌ویژه زبان‌های پامیری در اتحاد جماهیر شوروی بود.

## زندگی
زاروبین در سال ۱۸۸۷ زاده شد. او ده‌ها کتاب در مورد زبان‌های ایرانی نوشت و در اتحاد جماهیر شوروی به عنوان مرجع اصلی زبان‌های پامیری که در ولایت خودمختار بدخشان کوهستانی در جمهوری شوروی سوسیالیستی تاجیکستان صحبت می‌شد، شناخته می‌شد. او تا سال ۱۹۴۹ استاد دانشگاه دولتی سن پترزبورگ بود و همچنین مدیر بخش خاورمیانه و آسیای مرکزی در کونستکامرا در سنت پترزبورگ بود.
در تابستان سال ۱۹۱۴، زاروبین به همراه رابرت گوتیو، ایران‌شناس فرانسوی، به پامیر سفر کرد و تحقیقات زبان‌شناسی و قوم‌نگاری انجام داد. در طول دهه‌های آینده، زاروبین به انجام مطالعات زبان‌شناسی، فولکلور و مردم‌شناسی در پامیر و سایر نقاط آسیای مرکزی ادامه داد. یکی از بزرگ‌ترین دستاوردهای او اعزام اکتشافی قوم‌شناسی آسیای مرکزی در سال‌های ۱۹۲۶ تا ۱۹۳۰ به نمایندگی از آکادمی علوم بود.
بخش بزرگی از مجموعه پامیر در بخش خاورمیانه و آسیای مرکزی کونستکامرا در حین کار زاروبین در پامیر در سال ۱۹۱۴ به دست آمد. زاروبین معمولاً آثار خود را با نام ای.ای. زاروبین منتشر می‌کرد.
زاروبین در سال ۱۹۶۴ درگذشت.

## آثار
- Spisok narodnostej Turkestanskogo kraja. Leningrad, Rossijskaja Akademija nauk, 1925. (فهرست مردم سرزمین ترکستان. لنینگراد، آکادمی علوم روسیه، ۱۹۲۵)
- Naselenie Samarkandskoj oblasti. Ego čislennost', etnografičeskij sostav i territorial'noe raspredelenie (po materialam sel'sko-hozajstvennoj perepisi 1917 g. , popolnennoj drugimi istočnikami). Leningrad, Akademija nauk S.S.S.R. , 1926. (جمعیت ولایت سمرقند. تعداد، ترکیب قومی و توزیع منطقه‌ای آن (بر اساس داده‌های سرشماری کشاورزی سال ۱۹۱۷، تکمیل شده با منابع دیگر). لنینگراد، آکادمی علوم اتحاد جماهیر شوروی سوسیالیستی، ۱۹۲۶)
- Naselenie samarkandskoĭ oblasti: ego chislennostʹ, ėtnograficheskiĭ sostav i territorialʹnoe raspredelenie: po materialam selʹsko-khozi︠a︡ĭsvennoĭ perepisi 1917 g. , popolenennoĭ drugimi istochnikami. Izd-vo Akademii nauk SSSR, 1926. (جمعیت ولایت سمرقند: تعداد، ترکیب قومی و توزیع منطقه‌ای آن: بر اساس داده‌های سرشماری کشاورزی سال ۱۹۱۷، تکمیل شده با منابع دیگر. انتشارات آکادمی علوم اتحاد جماهیر شوروی سوسیالیستی، ۱۹۲۶)
- Spisok narodnosteĭ Soi︠u︡za Sovetskikh Sot︠s︡ialisticheskikh Respublik. Leningrad: Izd-vo Akademii nauk SSSR, 1927. (فهرست مردم اتحاد جماهیر شوروی سوسیالیستی. لنینگراد: انتشارات آکادمی علوم اتحاد جماهیر شوروی سوسیالیستی، ۱۹۲۷)
- K kharakteristike mundihanskogo iazyka. Leningrad, 1927. (اندر ویژگی‌های زبان موندی. لنینگراد، ۱۹۲۷)
- Vershikskoe narechie kandzhutskogo yazyka: Le dialecte Vershik de la langue Kandjoute. Leningrad: Izdatel'stvo Akademii Nauk SSSR, 1927. (گویش ورشیکی زبان کانجوتی: گویش ورشیکی زبان کانجوتی. لنینگراد: انتشارات آکادمی علوم اتحاد جماهیر شوروی سوسیالیستی، ۱۹۲۷)
- Odna oroshorskai︠a︡ skazka. Leningrad: Izd. Instituta zhivykh vostochnykh i︠a︡zykov im. A.S. Enukizde, 1927. (یک داستان اروشور. لنینگراد: انتشارات مؤسسه زبان‌های زنده شرقی به نام A.S. Enukidze، ۱۹۲۷)
- Veršikskoe narečie kandžutskogo jazyka = Le dialecte Vershik de la langue Kandjoute. Leningrad: Izdat. Akademii Nauk SSSR, 1927. (گویش ورشیکی زبان کانجوتی: گویش ورشیکی زبان کانجوتی. لنینگراد: انتشارات آکادمی علوم اتحاد جماهیر شوروی سوسیالیستی، ۱۹۲۷)
- Očerk razgovornogo jazyka Samarkandskich evreev = Précis de la langue parlée des juits de Samarkand: opyt charakteristiki, materially. Leningrad: Akad. Nauk SSSR, 1928. (طرحی از زبان گفتاری یهودیان سمرقند: خلاصه‌ای از زبان گفتاری یهودیان سمرقند: تجربه‌ای در توصیف، مواد. لنینگراد: آکادمی علوم اتحاد جماهیر شوروی سوسیالیستی، ۱۹۲۸)
- "K izucheniiu beludzhskogo iazyka i fol’klora." Zapiski Kollegii vostokovedov pri Aziatskom muzee AN SSSR, 1930, no. 5. (درآمدی بر زبان و فولکلور بلوچی)
- Orosorskie teksty i slovar. (متن‌ها و فرهنگ لغت اروشوری)
- Beludzhskie skazki. (افسانه‌های بلوچی)
- Slovo Danila Zatočnika: po redakcijam XII i XIII vv. i ich peredelkam. (سخنان دانیل زاتوچنیک: بر اساس نسخه‌های قرن‌های ۱۲ و ۱۳ و بازنویسی‌های آنها) (همکار: دانیل زاتوچنیک)
- Two Yazghulāmī Texts. (دو متن یزغلامی)
- Bartangskie i rushanskie teksty i slovar. (متن‌ها و فرهنگ لغت برتنگی و روشانی)
- Shugnanskie teksty i slovar. (متن‌ها و فرهنگ لغت شغنانی)
- Iranskij sbornik: K semidesjatiletiju. (مجموعه ایرانی: به مناسبت هفتادمین سالگرد)
- Proizvodstvenno-ekonomicheskie sviazi i ikh plannrovanie: (Metod. sovety lektoram i prepodavatelia︡m ėkon. fak. nar. un-tov tekhn. progressa). (ارتباطات اقتصادی-تولیدی و برنامه‌ریزی آنها: (راهنمایی‌های روش‌شناختی برای سخنرانان و استادان دانشکده‌های اقتصاد دانشگاه‌های ملی پیشرفت فناوری)
- Na leninskikh printsipakh. (بر اساس اصول لنین)
- Svod Zakonov RSFSR / Tom 1. (مجموعه قوانین RSFSR / جلد ۱) (همکاران: ولادیمیر میخائیلوویچ بلینوف و نشکوف)